# 影なき男 (1934年の映画)
『影なき男』（かげなきおとこ、英語: The Thin Man）は、1934年に製作・公開されたアメリカ合衆国の映画である。
ダシール・ハメットの小説の映画化作品であり、W・S・ヴァン・ダイクが監督、ウィリアム・パウエルとマーナ・ロイが主演した。本作の好評により、1947年に至るまで全6作のシリーズが製作されている。
なお、1976年のパロディ映画『名探偵登場』で描かれているディック・チャールストンとドーラ・チャールストン夫妻は、この作品の夫婦探偵のパロディである。

## キャスト
- ニック・チャールズ：ウィリアム・パウエル
- ノラ（ニックの妻）：マーナ・ロイ
- ドロシー：モーリン・オサリヴァン

## スタッフ
- 監督：W・S・ヴァン・ダイク
- 製作：ハント・ストロンバーグ
- 脚本：フランシス・グッドリッチ、アルバート・ハケット
- 音楽：ウィリアム・アクスト
- 撮影：ジェームズ・ウォン・ハウ
- 編集：ロバート・カーン
- 美術：セドリック・ギボンズ
- 衣裳：ドリー・ツリー
- 録音：ダグラス・シアラー

## アカデミー賞ノミネーション
- 作品賞
- 監督賞：W・S・ヴァン・ダイク
- 主演男優賞：ウィリアム・パウエル
- 脚色賞：フランシス・グッドリッチ、アルバート・ハケット